# Klovstjärnen
Klovstjärnen är en sjö i Bengtsfors kommun i Dalsland och ingår i Göta älvs huvudavrinningsområde. Sjön har en area på 0,197 kvadratkilometer och ligger 122,4 meter över havet.

## Delavrinningsområde
Klovstjärnen ingår i det delavrinningsområde (655064-129580) som SMHI kallar för Utloppet av Klavstjärnen. Medelhöjden är 142 meter över havet och ytan är 1,95 kvadratkilometer. Det finns inga avrinningsområden uppströms utan avrinningsområdet är högsta punkten. Vattendraget som avvattnar avrinningsområdet har biflödesordning 3, vilket innebär att vattnet flödar genom totalt 3 vattendrag innan det når havet efter 198 kilometer. Avrinningsområdet består mestadels av skog (83 procent). Avrinningsområdet har 0,19 kvadratkilometer vattenytor vilket ger det en sjöprocent på 10 procent. Bebyggelsen i området täcker en yta av 0,07 kvadratkilometer eller 4 procent av avrinningsområdet.